# Antonio Lizárraga
Antonio Gundemaro Lizárraga (1924, Argentina - 15 de novembro de 2009, São Paulo, Brasil) foi escultor, pintor, artista gráfico e designer. Mudou-se para São Paulo em 1959 onde iniciou sua carreira como ilustrador do Suplemento Literário do jornal O Estado de S. Paulo, atividade que exerceu até 1967. Seus desenhos desse período se situam entre a figuração e a abstração.
Atuou como designer em projetos gráficos para editoras e objetos para indústrias. A partir da década de 1970, dedicou-se a outros meios expressivos como a gravura, a escultura e a pintura, e também criou interferências no espaço urbano e instalações.
Em 1983, vítima de uma trombose Antonio Lizárraga sofreu paralisia de pernas e braços. Em decorrência desta, o artista passou a contar com a colaboração de assistentes para a execução de suas obras. Dedicando-se à composições geométricas, o que dita seus projetos sobre suportes provisórios e orienta toda a sua transposição para os suportes definitivos.
Foi pesquisador do CNPq entre 1987 e 1999. Seu trabalho inspirou os livros: Antonio Lizárraga: Uma Poética da Radicalidade, de Annateresa Fabris, em 2000, e Antonio Lizárraga: Quadrados em Quadrados, de Maria José Spiteri, em 2004.
Faleceu em 15 de novembro de 2009, em São Paulo, vitima de insuficiência cardíaca.